# В поисках сокровищ тамплиеров 2
«В поисках сокровищ тамплиеров 2» (дат. Tempelriddernes skat II) — датский приключенческий фильм 2007 года, снятый режиссёром Джакомо Кампеотто.

## Сюжет
Через год четверо школьников снова проводят летние каникулы на острове Борнхольм. Они замечают, что на острове опять появляются люди из секты «Чёрное братство». Секта похищает отца Катарины — Кристиана. Юный археолог Нис находит подсказку, которая уходит в эпоху короля Вальдемара, осаждавшего Висбю на Готланде. Для того чтобы найти похищенного отца Катарины и приблизиться к разгадке утерянных сокровищ тамплиеров, друзья отправляются в Швецию…

## В ролях
- Джули Грюндтвиг Вест — Катарина
- Кристиан Хелдбо Винберг — Нис
- Никлас Свале Андерсен — Матиас
- Фредерикке Томассен — Фие
- Петер Ганцлер — Кристиан
- Дэвид Уве — Свен
- Курт Равн — Эрик Исаксен
- Трине Паллесен — Дорте
- Биргитте Симонсен — Анетта
- Нильс Эллегаард — физик
- Тина Гюллинг Морстенсен — куратор
- Томас В. Габриэльсон — Олаф
- Бо Томас — Кристиан
- Ульф Пильгор — Йоханнес

## Съёмочная группа
- Режиссёр: Джакомо Кампеотто
- Продюсеры: Мие Андреасен, Тиви Магнуссон
- Сценаристы: Филип ЛаЗебник, Сёрен Фреллесен
- Оператор: Мануэль Альберто Кларо
- Композитор: Йеппе Каас

## Номинации
- Роберт — номинация (2008)[3]